# 三船福太郎
三船 福太郎（みふね ふくたろう）は、北海道美唄市にて美唄焼き鳥を開発した飲食店経営者である。

## 略歴
馬喰として生計を立て中国東北部の旧満州国に渡った経験があり、現地で作られていた鳥の串焼き料理を元に内臓も串に刺して焼くモツ串の焼き鳥屋台として「三船」（美唄市-我路）を始める。
当時の美唄市は炭鉱町として多くの鉱山労働者で賑わっており、安く大量の焼き鳥を求める声に応えて養鶏場から安い廃鶏を仕入れ、湯通して柔らかくしてから焼き上げる美唄焼き鳥を開発した。
焼き鳥の屋台として人気を集め、幾人かの弟子を育て暖簾分けした後に屋号を弟子に譲り、得た資金を元に新たに焼き鳥屋「福よし」（美唄市-中心部）を開店する。
多くの炭鉱労働者が自宅への土産として安価な焼き鳥を何十本と注文して持ち帰り、一般家庭にも三船／福よしの焼き鳥が広まったため、今も「地元の味」として老若男女に長く親しまれている。